# 1045 w polityce

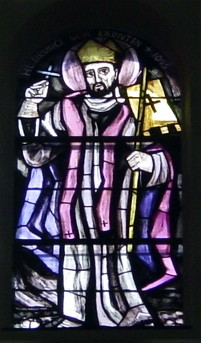
Bruno, biskup Würzburga

Wydarzenia polityczne w 1045 roku.

## Wydarzenia
- Jan z Sabiny zostaje papieżem. Jego pontyfikat potrwa zaledwie niespełna dwa miesiące[1].
- Jan Gracjan Pierleone zostaje papieżem[2].
- Harald III Srogi powraca z Bizancjum do Norwegii[3].

## Urodzili się
- 16 kwietnia Mieszko Kazimierzowic, syn Kazimierza I Odnowiciela[4].
- Otto I Piękny, książę Ołomuńca[5].

## Zmarli
- 7 lutego Go-Suzaku, cesarz Japonii[6].
- 25 maja Bruno karyncki, biskup Würzburga[7].